# قائمة تشريعات الطاقة والثروة المعدنية (مصر)
قوانين وقرارات الطاقة (الكهرباء والبترول) والثروة المعدنية في مصر

## مرفق الكهرباء
| م | التشريع المنظم                                                                                                 | تشريعات التعديلات | قرارات اللائحة التنفيذية للتشريع المنظم | الحالة | ملاحظات |
| - | --- | --- | --------------------------------------- | ------ | --- |
|   | الكهرباء قانون رقم 87 لسنة 2015                                                                                | - رقم 70 لسنة 2021 - رقم 192 لسنة 2020                                                                                | قرار وزاري رقم 230 لسنة 2016            |        | ألغي بموجبه: - القانون رقم 63 لسنة 1974 - قرار رئيس الجمهورية رقم 339 لسنة 2000                                                                                                 |
|   | إلغاء هيئة كهربة الريف ونقل أصولها إلى شركات نقل وتوزيع الكهرباء قانون رقم 13 لسنة 2007                        | |                                         |        | |
|   | إعادة تنظيم جهاز تنظيم مرفق الكهرباء وحماية المستهلك قرار رئيس الجمهورية رقم 339 لسنة 2000                     | |                                         | ملغي   | ألغي بموجبه: - قرار رئيس الجمهورية رقم 326 لسنة 1997 |
|   | إنشاء جهاز تنظيم مرفق الكهرباء وحماية المستهلك قرار رئيس الجمهورية رقم 326 لسنة 1997                           | |                                         | ملغي   | |
|   | إقامة وإدارة الآلات الحرارية والمراجل البخارية قانون رقم 55 لسنة 1977                                          | |                                         |        | ألغي بموجبه: - الأمر الصادر في 5 نوفمبر لسنة 1900 في شأن الآلات والفيزانات البخرية                                                                                              |
|   | إنشاء هيئة كهربة الريف قانون رقم 27 لسنة 1976                                                                  | رقم 37 لسنة 1984 |                                         |        | ألغي بموجبه: - القانون رقم 470 لسنة 1971 وحلت الهيئة محل الهيئة العامة لكهربة الريف                                                                                             |
|   | إنشاء هيئة كهرباء مصر قانون رقم 12 لسنة 1976                                                                   | - رقم 164 لسنة 2000 - رقم 18 لسنة 1998 - رقم 100 لسنة 1996 - رقم 36 لسنة 1984 - قرار رئيس الجمهورية رقم 933 لسنة 1976 |                                         |        | ألغي بموجبه: - قرار رئيس الجمهورية رقم 3726 لسنة 1965 وحلت الهيئة محل المؤسسة المصرية العامة للكهرباء                                                                           |
|   | منشآت قطاع الكهرباء قانون رقم 63 لسنة 1974                                                                     | رقم 204 لسنة 1991 |                                         | ملغي   | |
|   | إنشاء الهيئة العامة لكهربة الريف قانون رقم 470 لسنة 1971                                                       | |                                         | ملغي   | |
|   | إدماج الهيئة العامة لكهربة الجمهورية في المؤسسة المصرية العامة للكهرباء قرار رئيس الجمهورية رقم 2126 لسنة 1966 | |                                         |        | |
|   | إنشاء المؤسسة المصرية العامة للكهرباء قرار رئيس الجمهورية رقم 3726 لسنة 1965                                   | |                                         | ملغي   | حلت بموجبه المؤسسة محل: - المؤسسة المصرية العامة لإنتاج ونقل القوى الكهربائية - المؤسسة المصرية العامة لتوزيع القوى الكهربائية - المؤسسة المصرية العامة لتنفيذ مشروعات الكهرباء |
|   | إنشاء المؤسسة المصرية العامة لتنفيذ مشروعات الكهرباء قرار رئيس الجمهورية رقم 1474 لسنة 1964                    | |                                         |        | |
|   | إنشاء المؤسسة المصرية العامة لتوزيع القوى الكهربائية قرار رئيس الجمهورية رقم 1473 لسنة 1964                    | |                                         |        | |
|   | إنشاء المؤسسة المصرية العامة لإنتاج ونقل القوى الكهربائية قرار رئيس الجمهورية رقم 1472 لسنة 1964               | |                                         |        | |
|   | إنشاء الهيئة العامة لكهربة الجمهورية قرار رئيس الجمهورية رقم 1471 لسنة 1964                                    | |                                         |        | |
|   | إنشاء إدارة الكهرباء والغاز لمدينة القاهرة رقم 145 لسنة 1948                                                   | - قرار رئيس الجمهورية رقم 86 لسنة 1962 في شأن ضم شركة الكهرباء المصرية إلى إدارة الكهرباء والغاز - رقم 404 لسنة 1954  |                                         |        | |
|   | تأسيس شركة مساهمة تسمى شركة الكهرباء المصرية المرسوم الصادر في 4 أبريل لسنة 1929                               | |                                         |        | |
|   | الآلات والفيزانات البخرية الأمر الصادر في 5 نوفمبر لسنة 1900                                                   | |                                         | ملغي   | |

## تنمية الطاقة المتجددة
| م | التشريع المنظم                                                             | تشريعات التعديلات | قرارات اللائحة التنفيذية للتشريع المنظم | الحالة | ملاحظات |
| - | -------------------------------------------------------------------------- | --- | --------------------------------------- | ------ | ------- |
|   | تحفيز إنتاج الكهرباء من مصادر الطاقة المتجددة قانون رقم 203 لسنة 2014      | رقم 11 لسنة 2022 |                                         |        |         |
|   | إنشاء هيئة تنمية واستخدام الطاقة الجديدة والمتجددة قانون رقم 102 لسنة 1986 | - رقم 11 لسنة 2022: تم بموجبه إنشاء هيئة تنمية واستخدام الطاقة الجديدة والمتجددة وإلغاء هيئة تنفيذ مشروعات المحطات المائية لتوليد الكهرباء - رقم 135 لسنة 2014                                          |                                         |        |         |
|   | إنشاء هيئة تنفيذ مشروع منخفض القطارة قانون رقم 14 لسنة 1976                | - رقم 38 لسنة 1984: تم بموجبه تعديل اسم الهيئة إلى هيئة تنفيذ مشروعات المحطات المائية لتوليد الكهرباء - رقم 87 لسنة 1980: تم بموجبه تعديل اسم الهيئة إلى هيئة مشروعات القطارة والطاقة المائية والمتجددة |                                         |        |         |

## الطاقة النووية
| م | التشريع المنظم                                                                                          | تشريعات التعديلات | قرارات اللائحة التنفيذية للتشريع المنظم   | الحالة | ملاحظات |
| - | --- | --- | ----------------------------------------- | ------ | ------- |
|   | إنشاء الجهاز التنفيذي للإشراف على مشروعات إنشاء المحطات النووية لتوليد الكهرباء قانون رقم 209 لسنة 2017 | |                                           |        |         |
|   | تنظيم الأنشطة النووية والإشعاعية قانون رقم 7 لسنة 2010                                                  | رقم 211 لسنة 2017 | قرار رئيس مجلس الوزراء رقم 1326 لسنة 2011 |        |         |
|   | إنشاء هيئة المواد النووية قرار رئيس الجمهورية رقم 196 لسنة 1977                                         | - قرار رئيس الجمهورية رقم 161 لسنة 1987 - قرار رئيس الجمهورية رقم 328 لسنة 1984 - قرار رئيس الجمهورية رقم 141 لسنة 1979 - قرار رئيس الجمهورية رقم 503 لسنة 1977    | قرار رئيس الجمهورية رقم 194 لسنة 2019     |        |         |
|   | إنشاء هيئة المحطات النووية لتوليد الكهرباء قانون رقم 13 لسنة 1976                                       | - رقم 162 لسنة 2023 - رقم 210 لسنة 2017 - رقم 18 لسنة 1984 |                                           |        |         |
|   | إنشاء مؤسسة الطاقة الذرية قرار رئيس الجمهورية رقم 288 لسنة 1957                                         | - قرار رئيس الجمهورية رقم 503 لسنة 1977 - قرار رئيس الجمهورية رقم 195 لسنة 1977 - قرار رئيس الجمهورية رقم 2617 لسنة 1971. - قرار رئيس الجمهورية رقم 2420 لسنة 1971 | قرار رئيس الجمهورية رقم 47 لسنة 1991      |        |         |
|   | إنشاء لجنة الطاقة الذرية قانون رقم 509 لسنة 1955                                                        | |                                           |        |         |

## البترول والثروة المعدنية
| م | التشريع المنظم | تشريعات التعديلات                                                                                  | قرارات اللائحة التنفيذية للتشريع المنظم   | الحالة | ملاحظات                                                                         |
| - | --- | -------------------------------------------------------------------------------------------------- | ----------------------------------------- | ------ | ------------------------------------------------------------------------------- |
|   | الثروة المعدنية قانون رقم 198 لسنة 2014                                                                            | - رقم 87 لسنة 2025 - رقم 145 لسنة 2019                                                             | قرار رئيس مجلس الوزراء رقم 1657 لسنة 2015 | ساري   | ألغي بموجبه: - القانون رقم 86 لسنة 1956 - القانون رقم 151 لسنة 1956             |
|   | منح الامتيازات المتعلقة باستثمار موارد الثروة الطبيعية والمرافق العامة وتعديل شروط الامتياز قانون رقم 61 لسنة 1958 | رقم 152 لسنة 1960                                                                                  |                                           | ساري   |                                                                                 |
|   | فرض رسم إنتاج على الأملاح التبخرية وتنظيم استغلالها قانون رقم 151 لسنة 1956                                        | |                                           | ملغي   |                                                                                 |
|   | المناجم والمحاجر قانون رقم 86 لسنة 1956                                                                            | - رقم 81 لسنة 1964 - رقم 71 لسنة 1957                                                              |                                           | ملغي   | ألغي بموجبه: - القانون رقم 66 لسنة 1953 (فيما عدا ما يخص خامات الوقود من أحكام) |
|   | المناجم والمحاجر قانون رقم 66 لسنة 1953                                                                            | - رقم 456 لسنة 1954 - رقم 275 لسنة 1954 - رقم 77 لسنة 1954 - رقم 428 لسنة 1953 - رقم 336 لسنة 1953 |                                           | ملغي   | ألغي بموجبه: - القانون رقم 136 لسنة 1948                                        |
|   | المناجم والمحاجر قانون رقم 136 لسنة 1948                                                                           | - رقم 456 لسنة 1954 - رقم 336 لسنة 1954 - رقم 275 لسنة 1954 - رقم 77 لسنة 1954 - رقم 428 لسنة 1953 |                                           | ملغي   |                                                                                 |

## تنظيم سوق الغاز
| م | التشريع المنظم                                | تشريعات التعديلات | قرارات اللائحة التنفيذية للتشريع المنظم  | الحالة | ملاحظات |
| - | --------------------------------------------- | ----------------- | ---------------------------------------- | ------ | ------- |
|   | تنظيم أنشطة سوق الغاز قانون رقم 196 لسنة 2017 | رقم 13 لسنة 2019  | قرار رئيس مجلس الوزراء رقم 239 لسنة 2018 |        |         |

## مجالس
| م | التشريع المنظم                                                                | تشريعات التعديلات | قرارات اللائحة التنفيذية للتشريع المنظم | الحالة | ملاحظات |
| - | ----------------------------------------------------------------------------- | --- | --------------------------------------- | ------ | ------- |
|   | المجلس الوطني للهيدروجين الأخضر ومشتقاته قرار مجلس الوزراء رقم 3445 لسنة 2023 | |                                         |        |         |
|   | المجلس الأعلى للطاقة قرار رئيس مجلس الوزراء رقم 1093 لسنة 1979                | - قرار رئيس مجلس الوزراء رقم 2482 لسنة 2018 - قرار رئيس مجلس الوزراء رقم 2104 لسنة 2017 - قرار رئيس مجلس الوزراء رقم 364 لسنة 2014 - قرار رئيس مجلس الوزراء رقم 317 لسنة 2014 - قرار رئيس مجلس الوزراء رقم 1546 لسنة 2006 - قرار رئيس مجلس الوزراء رقم 1502 لسنة 2006 - قرار رئيس مجلس الوزراء رقم 1395 لسنة 2006 - قرار رئيس مجلس الوزراء رقم 61 لسنة 1981 - قرار رئيس مجلس الوزراء رقم 71 لسنة 1980 |                                         |        |         |

## أسعار الوقود
قرارات زيادة أسعار الوقود:
- قرار رئيس مجلس الوزراء رقم 2764 لسنة 2018 في شأن لجنة متابعة آلية التسعير التلقائي للمواد البترولية[97]
- قرار رئيس مجلس الوزراء رقم 1884 لسنة 2019 في شأن لجنة إعادة دراسة ومراجعة تسعير الغاز لكل نشاط صناعي.

| اعتباراً من     | القرار                                                                                           | لتر بنزين 80           | لتر بنزين 90           | لتر بنزين 92           | لتر بنزين 95           | لتر ديزل               | لتر كيروسين            | لتر سولار              | غاز طبيعي (متر مكعب) السيارات | غاز بوتاجاز            | غاز بوتاجاز            | غاز بوتاجاز            | طن مازوت               | طن مازوت               | طن مازوت               | طن مازوت               |
| اعتباراً من     | القرار                                                                                           | لتر بنزين 80           | لتر بنزين 90           | لتر بنزين 92           | لتر بنزين 95           | لتر ديزل               | لتر كيروسين            | لتر سولار              | غاز طبيعي (متر مكعب) السيارات | 12.5 كجم               | 25 كجم                 | طن غاز صب              | أخرى                   | الأسمنت                | الصناعات الغذائية      | الكهرباء               |
| اعتباراً من     | القرار                                                                                           | الأسعار بالجنيه المصري | الأسعار بالجنيه المصري | الأسعار بالجنيه المصري | الأسعار بالجنيه المصري | الأسعار بالجنيه المصري | الأسعار بالجنيه المصري | الأسعار بالجنيه المصري | الأسعار بالجنيه المصري        | الأسعار بالجنيه المصري | الأسعار بالجنيه المصري | الأسعار بالجنيه المصري | الأسعار بالجنيه المصري | الأسعار بالجنيه المصري | الأسعار بالجنيه المصري | الأسعار بالجنيه المصري |
| -------------- | ------------------------------------------------------------------------------------------------ | ---------------------- | ---------------------- | ---------------------- | ---------------------- | ---------------------- | ---------------------- | ---------------------- | ----------------------------- | ---------------------- | ---------------------- | ---------------------- | ---------------------- | ---------------------- | ---------------------- | ---------------------- |
| 16 يوليو 1968  | قرار وزير الصناعة والبترول قرار رقم 97 لسنة 1969                                                 |                        |                        |                        |                        | 0.025                  |                        | 0.025                  |                               |                        |                        |                        |                        |                        |                        |                        |
| 13 أكتوبر 1973 | قرار وزير البترول رقم 197 لسنة 1973                                                              | 0.062                  | 0.068                  |                        |                        |                        |                        |                        |                               |                        |                        |                        |                        |                        |                        |                        |
| 19 يناير 1976  | قرار وزير البترول رقم 4 لسنة 1976                                                                |                        | 0.080                  |                        |                        |                        |                        |                        |                               |                        |                        |                        |                        |                        |                        |                        |
| 17 يناير 1977  | قرار وزير البترول رقم 23 لسنة 1977                                                               | 0.080                  | 0.105                  |                        |                        |                        |                        |                        |                               |                        |                        |                        |                        |                        |                        |                        |
| 20 يناير 1977  | قرار وزير البترول رقم 27 لسنة 1977                                                               | 0.062                  | 0.08                   |                        |                        |                        |                        |                        |                               |                        |                        |                        |                        |                        |                        |                        |
| 29 ديسمبر 1978 | قرار وزير البترول رقم 147 لسنة 1978                                                              | 0.09                   | 0.11                   |                        |                        | 0.030                  |                        | 0.030                  |                               |                        |                        |                        |                        |                        |                        |                        |
| 2 يناير 1979   | قرار وزير البترول رقم 1 لسنة 1979                                                                |                        |                        |                        |                        | 0.021                  |                        | 0.025                  |                               |                        |                        |                        |                        |                        |                        |                        |
| 16 ديسمبر 1979 | قرار وزير البترول رقم 291 لسنة 1979                                                              | 0.11                   | 0.13                   |                        |                        | 0.026                  | 0.03                   | 0.03                   |                               |                        |                        |                        |                        |                        |                        |                        |
| 5 يوليو 1982   | قرار وزير البترول رقم 78 لسنة 1982                                                               |                        | 0.15                   |                        |                        |                        |                        |                        |                               |                        |                        |                        |                        |                        |                        |                        |
| 8 ديسمبر 1983  | قرار وزير البترول رقم 142 لسنة 1983                                                              |                        |                        |                        |                        |                        |                        |                        |                               |                        |                        |                        |                        | 15                     |                        |                        |
| 29 نوفمبر 1984 | قرار وزير البترول رقم 389 لسنة 1984، رقم 1 لسنة 1985                                             |                        |                        |                        |                        |                        |                        |                        |                               |                        |                        |                        |                        | 32                     |                        |                        |
| 24 أغسطس 1985  | قرار وزير البترول رقم 406 لسنة 1985                                                              | 0.20                   | 0.25                   |                        |                        |                        |                        |                        |                               |                        |                        |                        |                        |                        |                        |                        |
| 29 يوليو 1986  | قرار وزير البترول رقم 258 لسنة 1986                                                              | 0.25                   | 0.30                   |                        |                        |                        |                        |                        |                               |                        |                        |                        |                        |                        |                        |                        |
| 26 أبريل 1987  | قرار وزير البترول رقم 121 لسنة 1987                                                              |                        |                        |                        |                        | 0.045                  | 0.05                   | 0.05                   | 0.026                         |                        |                        |                        | 28                     |                        |                        |                        |
| 24 مارس 1989   | قرار وزير البترول رقم 73 لسنة 1989                                                               |                        |                        |                        |                        | 0.065                  | 0.07                   | 0.07                   | 0.033                         |                        |                        |                        | 35                     |                        |                        |                        |
| 6 مايو 1990    | قرار وزير البترول رقم 66 لسنة 1990                                                               | 0.50                   | 0.55                   |                        |                        | 0.09                   | 0.10                   | 0.10                   |                               |                        |                        |                        | 50                     |                        |                        |                        |
| 27 سبتمبر 1990 | قرار وزير البترول رقم 155 لسنة 1990                                                              | 0.55                   | 0.60                   |                        |                        |                        |                        |                        |                               |                        |                        |                        |                        |                        |                        |                        |
| 3 مايو 1991    | قرارات وزير البترول رقم 45، 55، 56 لسنة 1991                                                     | 0.70                   | 0.80                   |                        |                        | 0.18                   | 0.20                   | 0.20                   | 0.075                         |                        |                        |                        | 80                     |                        |                        |                        |
| 4 يناير 1992   | قرار وزير البترول رقم 1 لسنة 1992                                                                |                        |                        |                        |                        | 0.27                   | 0.30                   | 0.30                   |                               |                        |                        |                        |                        |                        |                        |                        |
| 28 يونيو 1992  | قرار وزير البترول رقم 449 لسنة 1992                                                              | 0.90                   | 1.00                   |                        |                        | 0.27                   | 0.30                   | 0.30                   | 0.094                         |                        |                        |                        | 100                    |                        |                        |                        |
| 18 ديسمبر 1992 | قرار وزير البترول رقم 930 لسنة 1992                                                              |                        |                        |                        |                        |                        |                        |                        | 0.1225                        |                        |                        |                        | 130                    |                        |                        |                        |
| 14 يوليو 1993  | قرار وزير البترول رقم 557 لسنة 1993                                                              |                        |                        |                        |                        | 0.36                   | 0.40                   | 0.40                   |                               |                        |                        |                        |                        |                        |                        |                        |
| 1 سبتمبر 1995  | قرار وزير البترول رقم 591 لسنة 1995                                                              |                        | 1.25                   |                        | 1.75                   |                        |                        |                        |                               |                        |                        |                        |                        |                        |                        |                        |
| 20 نوفمبر 1996 | قرار وزير البترول رقم 1172 لسنة 1996                                                             |                        | 1                      |                        |                        |                        |                        |                        |                               |                        |                        |                        |                        |                        |                        |                        |
| 4 مارس 2004    | قرار وزير البترول رقم 201 لسنة 2004                                                              | 0.90                   | 1                      | 1.40                   |                        |                        |                        |                        |                               |                        |                        |                        |                        |                        |                        |                        |
| 1 أبريل 2004   | قرار وزير البترول رقم 273 لسنة 2004                                                              |                        |                        |                        |                        |                        |                        |                        |                               |                        |                        |                        | 250                    | 250                    | 250                    | 250                    |
| 10 سبتمبر 2004 | قراري رئيس مجلس الوزراء رقم 1517، 1518 لسنة 2004                                                 |                        |                        |                        |                        | 0.60                   | 0.60                   | 0.60                   |                               |                        |                        |                        | 300                    | 300                    | 300                    | 300                    |
| 21 يوليو 2006  | قراري رئيس مجلس الوزراء رقم 1326، 1327 لسنة 2006                                                 | 0.90                   | 1.30                   | 1.40                   | 1.75                   | 0.75                   | 0.75                   | 0.75                   |                               |                        |                        |                        | 500                    | 500                    | 500                    | 500                    |
| 1 يناير 2008   | قرار رئيس مجلس الوزراء رقم 2888 لسنة 2007                                                        |                        |                        |                        |                        |                        |                        |                        |                               |                        |                        |                        | 1000                   | 1000                   | 1000                   | 1000                   |
| 6 مايو 2008    |                                                                                                  |                        | 1.75                   |                        | 2.75                   | 1.10                   | 1.10                   | 1.10                   |                               |                        |                        |                        |                        |                        |                        |                        |
| 24 نوفمبر 2012 | قراري رئيس مجلس الوزراء رقم 1208، 1236 لسنة 2012                                                 |                        |                        |                        | 5.85                   |                        |                        |                        |                               |                        |                        |                        |                        |                        |                        |                        |
| 1 ديسمبر 2012  | قراري رئيس مجلس الوزراء رقم 1258، 1273 لسنة 2012                                                 |                        |                        |                        |                        |                        |                        |                        |                               |                        |                        |                        | 2300                   | 2300                   | 1000                   | 2300                   |
| 15 فبراير 2013 | قرار رئيس مجلس الوزراء رقم 110 لسنة 2013 (ألغي بموجبه قرار رئيس مجلس الوزراء رقم 1273 لسنة 2012) |                        |                        |                        |                        |                        |                        |                        |                               |                        |                        |                        | 1500                   |                        | 1000                   |                        |
| 14 مارس 2013   | قرار رئيس مجلس الوزراء رقم 241 لسنة 2013                                                         |                        |                        |                        |                        |                        |                        |                        |                               |                        |                        |                        | 1620                   |                        |                        |                        |
| 5 يوليو 2014   | قرارات رئيس الوزراء رقم 636، 1159، 1160، 1161، 1162 لسنة 2014                                    | 1.60                   | توقف إنتاجه            | 2.60                   | 6.25                   | 1.80                   | 1.80                   | 1.80                   | 1.10                          |                        |                        |                        | 1950                   | 2250                   | 1400                   | 2300                   |
| 4 نوفمبر 2016  | قرارات رئيس مجلس الوزراء رقم 2807، 2808، 2809، 2810، 2811 لسنة 2016                              | 2.35                   | توقف إنتاجه            | 3.50                   | 6.25                   | 2.35                   | 2.35                   | 2.35                   | 1.60                          | 15                     | 30                     | 1200                   | 2100                   | 2500                   | 1500                   | 2500                   |
| 29 يونيو 2017  | قرارات رئيس مجلس الوزراء رقم 1435، 1436، 1437، 1438 لسنة 2017                                    | 3.65                   | توقف إنتاجه            | 5.00                   | 6.25                   | 3.65                   | 3.65                   | 3.65                   | 2.00                          | 30                     | 60                     | 2400                   | 2100                   | 3500                   | 1500                   | 2500                   |
| 16 يونيو 2018  | قرارات رئيس مجلس الوزراء رقم 1130، 1131، 1132، 1133 لسنة 2018                                    | 5.50                   | توقف إنتاجه            | 6.75                   | 7.75                   | 5.50                   | 5.50                   | 5.50                   | 2.75                          | 50                     | 100                    | 4000                   | 3500                   | 3500                   | 1500                   | 2500                   |
| 5 يوليو 2019   | قرارات رئيس مجلس الوزراء رقم 1552، 1553، 1554، 1555، 1556، 1557 لسنة 2019                        | 6.75                   | توقف إنتاجه            | 8.00                   | 9.00                   | 6.75                   | 6.75                   | 6.75                   | 3.50                          | 65                     | 130                    | 5200                   | 4500                   | 4500                   | 1500                   | 2500                   |
| 4 أكتوبر 2019  | قراري وزير البترول رقم 2103، 2104 لسنة 2019                                                      | 6.50                   | توقف إنتاجه            | 7.75                   | 8.75                   | 6.75                   | 6.75                   | 6.75                   | 3.50                          | 65                     | 130                    | 5200                   | 4250                   | 4250                   | 1500                   | 2500                   |
| 11 أبريل 2020  | قراري وزير البترول رقم 889، 890 لسنة 2020                                                        | 6.25                   | توقف إنتاجه            | 7.50                   | 8.50                   | 6.75                   | 6.75                   | 6.75                   | 3.50                          | 65                     | 130                    | 5200                   | 3900                   | 3900                   | 1500                   | 2500                   |
| 23 أبريل 2021  | قرار وزير البترول رقم 705 لسنة 2021                                                              | 6.50                   | توقف إنتاجه            | 7.75                   | 8.75                   | 6.75                   | 6.75                   | 6.75                   | 3.50                          | 65                     | 130                    | 5200                   | 3900                   | 3900                   | 1500                   | 2500                   |
| 23 يوليو 2021  | قرار وزير البترول رقم 1483 لسنة 2021                                                             | 6.75                   | توقف إنتاجه            | 8.00                   | 9.00                   | 6.75                   | 6.75                   | 6.75                   | 3.50                          | 65                     | 130                    | 5200                   | 3900                   | 3900                   | 1500                   | 2500                   |
| 8 أكتوبر 2021  | قرارات وزير البترول رقم 1680، 1681، 1682 لسنة 2021                                               | 7.00                   | توقف إنتاجه            | 8.25                   | 9.25                   | 6.75                   | 6.75                   | 6.75                   | 3.75                          | 65                     | 130                    | 5200                   | 4200                   | 4200                   | 1500                   | 2500                   |
| 4 فبراير 2022  | قرار وزير البترول رقم 139 لسنة 2022                                                              | 7.25                   | توقف إنتاجه            | 8.50                   | 9.50                   | 6.75                   | 6.75                   | 6.75                   | 3.75                          | 65                     | 130                    | 5200                   | 4200                   | 4200                   | 1500                   | 2500                   |
| 18 مارس 2022   | قرار رئيس مجلس الوزراء رقم 1056 لسنة 2022                                                        |                        | توقف إنتاجه            |                        |                        |                        |                        |                        |                               | 75                     | 150                    | 6000                   |                        |                        |                        |                        |
| 15 أبريل 2022  | قراري وزير البترول رقم 339، 340 لسنة 2022                                                        | 7.50                   | توقف إنتاجه            | 8.75                   | 9.75                   | 6.75                   | 6.75                   | 6.75                   | 3.75                          | 75                     | 150                    | 6000                   | 4600                   | 4600                   | 1500                   | 2500                   |
| 13 يوليو 2022  | قراري وزير البترول رقم 581، 582 لسنة 2022                                                        | 8.00                   | توقف إنتاجه            | 9.25                   | 10.75                  | 7.25                   | 7.25                   | 7.25                   | 3.75                          | 75                     | 150                    | 6000                   | 5000                   | 5000                   | 1500                   | 2500                   |
| 2 مارس 2023    | قرارات وزير البترول رقم 140، 141، 142 لسنة 2023                                                  | 8.75                   | توقف إنتاجه            | 10.25                  | 11.50                  | 7.25                   | 7.25                   | 7.25                   | 4.50                          | 75                     | 150                    | 6000                   | 6000                   | 6000                   | 1500                   | 2500                   |
| 4 مايو 2023    | قرار وزير البترول رقم 315 لسنة 2023                                                              | 8.75                   | توقف إنتاجه            | 10.25                  | 11.50                  | 8.25                   | 8.25                   | 8.25                   | 4.50                          | 75                     | 150                    | 6000                   | 6000                   | 6000                   | 1500                   | 2500                   |
| 3 نوفمبر 2023  | قراري وزير البترول رقم 1269، 1270 لسنة 2023                                                      | 10.00                  | توقف إنتاجه            | 11.50                  | 12.50                  | 8.25                   | 8.25                   | 8.25                   | 5.50                          | 75                     | 150                    | 6000                   | 6000                   | 6000                   | 1500                   | 2500                   |
| 22 مارس 2024   | قرارات وزير البترول رقم 280، 281، 282 لسنة 2024 قرار رئيس مجلس الوزراء رقم 917 لسنة 2024         | 11.00                  | توقف إنتاجه            | 12.50                  | 13.50                  | 10.00                  | 10.00                  | 10.00                  | 6.50                          | 100                    | 200                    | 8000                   | 7500                   | 7500                   | 1500                   | 2500                   |
| 25 يوليو 2024  | قراري وزير البترول رقم 1595، 1596 لسنة 2024                                                      | 12.25                  | توقف إنتاجه            | 13.75                  | 15                     | 11.50                  | 11.50                  | 11.50                  | 6.50                          | 100                    | 200                    | 8000                   | 8500                   | 8500                   | 1500                   | 2500                   |
| 18 سبتمبر 2024 | قرار رئيس مجلس الوزراء رقم 3001 لسنة 2024                                                        |                        | توقف إنتاجه            |                        |                        |                        |                        |                        |                               | 150                    | 300                    | 12000                  |                        |                        |                        |                        |
| 18 أكتوبر 2024 | قرارات وزير البترول رقم 1760، 1761، 1762 لسنة 2024                                               | 13.75                  | توقف إنتاجه            | 15.25                  | 17                     | 13.50                  |                        |                        | 7                             | 100                    | 300                    | 12000                  | 9500                   | 9500                   | 1500                   | 6500                   |
| 11 أبريل 2025  | قرار وزير البترول رقم 166، 167، 168 لسنة 2025 قرار رئيس مجلس الوزراء رقم 1287 لسنه 2025          | 15.75                  | توقف إنتاجه            | 17.25                  | 19                     | 15.5                   |                        |                        |                               | 200                    | 400                    | 16000                  | 10500                  | 10500                  | 1500                   | 6500                   |

## أنظر أيضاً
- قائمة تشريعات الاستثمار والمناطق الحرة (مصر)
- قائمة تشريعات المناطق الاقتصادية (مصر)
- قائمة تشريعات التعاقدات والمناقصات والمزايدات (مصر)
- قائمة تشريعات السياحة (مصر)
- قائمة تشريعات الصناعة (مصر)
- قائمة تشريعات الزراعة (مصر)
- قائمة تشريعات النقل (مصر)
- قائمة تشريعات التعمير (مصر)
- قائمة تشريعات الصحة (مصر)
- قائمة تشريعات الرياضة (مصر)
- قائمة تشريعات التنمية (مصر)
- قائمة تشريعات التجارة والشركات (مصر)
- قائمة تشريعات المواصفات والقياس (مصر)
- قائمة تشريعات الاستيراد والتصدير (مصر)
- قائمة تشريعات الإتفاقيات الدولية (مصر)
- قائمة تشريعات الرقابة والحماية والتحكيم (مصر)
- قائمة تشريعات الأسواق والأدوات المالية غير المصرفية (مصر)
- قائمة تشريعات المصارف والنقد (مصر)
- قائمة تشريعات الضرائب والجمارك والرسوم (مصر)
- قائمة تشريعات العمل (مصر)